# Троугаони број
Троугаони број или троугао број рачуна објекте који могу формирати једнакостранични троугао, као на слици на десној страни. N-ти троугаони број је број тачака које сачињавају троугао са n тачака на страни, и једнак је збиру n природних бројева од 1 до n. Редослед троугаоних бројева (секвенца A000217 у )OEIS), почетак од 0-тог тоугаоног броја је:
0, 1, 3, 6, 10, 15, 21, 28, 36, 45, 55, 66, 78, 91, 105, 120, 136, 153, 171, 190, 210, 231, 253, 276, 300, 325, 351, 378, 406 …
Троугаони бројеви су дати следећим експлицитним формулама:
{\displaystyle T_{n}=\sum _{k=1}^{n}k=1+2+3+\dotsb +n={\frac {n(n+1)}{2}}={n+1 \choose 2}}
где је {\displaystyle \textstyle {n+1 \choose 2}} биномни коефицијент. Он представља број различитих парова који се могу одабрати од n + 1 објеката, и то се чита као "n плус један над два".
Карл Фридрих Гаус је тврдио да је пронашао ову везу у својој раној младости, множењем n / 2 парова бројева код којих је збир вредности сваког пара n+1. Међутим, без обзира на истинитост ове приче, Гаус није био први који је открио ову формулу, а неки су пронашли да вероватно њено порекло сеже до Питагорејаца до 5. века пре нове ере .
Троугаони број Tn решава "проблем руковања" бројањем руковања ако се свака особа у соби са n + 1 људи рукује једном са свим осталим особама. Другим речима, решење проблема руковања од n људи је Tn−1. Функција Т је адитив аналогног факторијела функције, која је производ целих бројева од 1 до n.
Број сегмената линија између најближих парова тачака у троуглу може бити заступљен у смислу броја тачака или са рецидивним односом:
{\displaystyle L_{n}=3T_{n-1}=3{n \choose 2};~~~L_{n}=L_{n-1}+3(n-1),~L_{1}=0.}
У року, однос између два броја, тачки и сегмената линије је
{\displaystyle \lim _{n\to \infty }{\frac {T_{n}}{L_{n}}}={\frac {1}{3}}}

## Везе са другим фигуративним бројевима
Троугаони бројеви имају широк спектар односа према другим фигуративним бројевима.
Најједноставније речено, збир два узастопна троугаона броја је квадратни број, са збиром квадратне разлике између ова два (а тиме и разлика два квадратна корена суме). Алгебарски,
{\displaystyle T_{n}+T_{n-1}=\left({\frac {n^{2}}{2}}+{\frac {n}{2}}\right)+\left({\frac {\left(n-1\right)^{2}}{2}}+{\frac {n-1}{2}}\right)=\left({\frac {n^{2}}{2}}+{\frac {n}{2}}\right)+\left({\frac {n^{2}}{2}}-{\frac {n}{2}}\right)=n^{2}=(T_{n}-T_{n-1})^{2}.}
Алтернативно, иста чињеница може да се демонстрира графички:
| 6 + 10 = 16 |  | 10 + 15 = 25 |  |

Постоји бесконачно много троугаоних бројева који су такође квадратни бројеви; на пример: 1, 36. Неки од њих могу бити генерисани једноставном рекурзивном формулом:
{\displaystyle S_{n+1}=4S_{n}\left(8S_{n}+1\right)} са {\displaystyle S_{1}=1.}
Сви квадратни троугаони бројеви су нађени рекурзијом
{\displaystyle S_{n}=34S_{n-1}-S_{n-2}+2} са {\displaystyle S_{0}=0} и {\displaystyle S_{1}=1.}
Такође, квадрат n-тог троугаоног броја је исти као збир кубова целих бројева од 1 до n.
Збир свих троугаоних бројева до n-тог троугаоног броја је n-ти тетраедарски број,
{\displaystyle {\frac {n(n+1)(n+2)}{6}}.}
Уопштено говорећи, разлика између n-тог m-тогоналног броја и n-тог (m + 1)-тогоналног броја је (n − 1)-ти троугаони број. На пример, шести хептагонални број (81) минус шести хексагонални број (66) једнако је петом троугаоном броју, 15. Сваки други троугаони број је хексагоналан број. Познавајући троугаоне бројеве, може се наћи било који центриран полигоналан број: n-ти центриран k-гоналан број се добија из формуле
{\displaystyle Ck_{n}=kT_{n-1}+1\ }
где је T троугаони број.
Позитивна разлика два троугаона броја је трапезоидни број.

## Друга својства
Троугаони бројеви који одговарају првостепеном случају Фаулхаберове форумуле.
Наизменични троугаони бројеви (1, 6, 15, 28, ...) су хексагонални бројеви.
Сваки паран савршен број је троугаони (а и шестоугаони), што се види из формуле
{\displaystyle M_{p}2^{p-1}=M_{p}(M_{p}+1)/2=T_{M_{p}}}
где је Mp  Мерсенов прост број. Ниједан непаран савршен број није познат, па су сви познати савршени бројеви троугаони.
На пример, трећи троугаони број је (3 × 2 =) 6, седми је (7 × 4 =) 28, 31. је (31 × 16 =) 496, а 127. је (127 × 64 =) 8128.
У декадном систему, дигитални корен нуле троугаоног броја је увек 1, 3, 6 или 9. Стога сваки троугласти број је или дељив са три или има остатак 1 када се подели бројем девет:
0 = 9 × 0
1 = 9 × 0 + 1
3 = 9 × 0 + 3
6 = 9 × 0 + 6
10 = 9 × 1 + 1
15 = 9 × 1 + 6
21 = 9 × 2 + 3
28 = 9 × 3 + 1
36 = 9 × 4
45 = 9 × 5
55 = 9 × 6 + 1
66 = 9 × 7 + 3
78 = 9 × 8 + 6
91 = 9 × 10 + 1
…
Образац дигиталног корена за троугаоне бројеве, понављајући сваких девет услова, као што је приказано горе, је "1, 3, 6, 1, 6, 3, 1, 9, 9".
Обрнуто, међутим, није увек истинито. На пример, дигитални корен броја 12 је 3 и дељив је са три,а број 12 ипак није троугаони број.
Ако је x is троугаони број, онда је ax + b iтакође троугаони број, где је а непаран квадрат и  b = (a − 1) / 8
Примећујемо да ће b увек бити троугаони број, јер 8 × Tn + 1 = (2n + 1)2, који даје све непарне квадрате откривене множењем троугаоног броја бројем 8 и додавањем броја 1, а процес за b за дато a је непаран квадрат супротан од ове операције.
Првих неколико парова овог облика (не рачунајући 1x + 0) су: 9x + 1, 25x + 3, 49x + 6, 81x + 10, 121x + 15, 169x + 21, … итд. Дато x је еквиваленто Tn, ове формуле дају T3n + 1, T5n + 2, T7n + 3, T9n + 4, и тако даље.
Збир свих реципрочних нула троугаоних бројева је:
{\displaystyle \!\ \sum _{n=1}^{\infty }{1 \over {{n^{2}+n} \over 2}}=2\sum _{n=1}^{\infty }{1 \over {n^{2}+n}}=2.}
То се може приказати коришћењем основног збира телескопске серије:
{\displaystyle \!\ \sum _{n=1}^{\infty }{1 \over {n(n+1)}}=1.}
Две друге занимљиве формуле у вези са троугаоним бројевима су:
{\displaystyle T_{a+b}=T_{a}+T_{b}+ab\ }
и
{\displaystyle T_{ab}=T_{a}T_{b}+T_{a-1}T_{b-1},\ }
од којих се обе могу лако утврдити било гледајући тачке образаца (види горе) или неком једноставном алгебром.
1796., немачки математичар и научник Карл Фридрих Гаус је открио да је сваки позитиван цео број могуће представити као збир од највише три троугаона броја, написавши у свом дневнику своје чувене речи, "EΥΡHKA! број = Δ + Δ + Δ". Имајте на уму да ова теорема не значи да су троугаони бројеви различити (као у случају 20 = 10 + 10), нити да решење са тачно три нуле троугаоних бројева мора да постоји. Ово је посебан случај Фермаове теореме полигоналног броја.
Најдужи троугаони број облика 2k − 1 је 4095 (види једначину Рамануџан-Нагела)
Вацлав Франћишек Шерпински је поставио питање о постојању четири различита троугаона броја у геометријској прогресији. Пољски математичар Кажимјеж Шимицек претпоставио је да је то немогуће. Његову претпоставку су доказали Фанг и Чен 2007. године.

## Апликације
Мрежна топологија n рачунарских уређаја захтева присуство Tn − 1 каблова или других веза; Ово је еквивалентно горенаведеном проблему руковања.
У формату турнира који користи групну фазу тзв. систем "свако са сваким", број утакмица које је потребно одиграти између n тимова је еквивалентан троугаоном броју Tn − 1. На пример, група од 4 тима треба да одигра 6 мечева, а група од  8 тимова треба да одигра 28 мечева. Ово је такође еквивалентно проблему руковања и потпуно повезано са  проблемом мреже.
Један од начина обрачунавања депресијације средства је метод збира цифара година, који укључује налаз Tn, где је n дужина у годинама корисног живота средства. Сваке године, средство губи (b − s) × (n − y)⁄Tn, где је b почетна вредност средства (у јединици валуте), s је његова коначна вредност за спасавање, n је коначан број година у којима је средство било употребљиво, а y текућа година у распореду депресијације . По овом методу, средство са веком коришћења n = 4 године ће изгубити 4/10 својих "губљивих" вредности у првој години, 3/10 у другој, 2/10 у трећој, и 1/10 у четвртој, срачунавајући коначну депресијацију 10/10 (потпуну) изгубљене вредности.

## Троугаони корени и тестови за троугаоне бројеве
По аналогији квадратног корена x, може се дефинисати (позитиван) троугаони корен x као број n такав да је Tn = x:
{\displaystyle n={\frac {{\sqrt {8x+1}}-1}{2}}}
који следи из квадратне формуле. Па је цео број x троугаони ако и само ако је 8x + 1 квадрат. Еквивалентно, ако је позитивни корен n од x цео број, онда је x n-ти троугаони број.